# Dorsifulcrum cephalotes
Dorsifulcrum cephalotes là một loài bướm đêm trong họ Geometridae.

## Hình ảnh

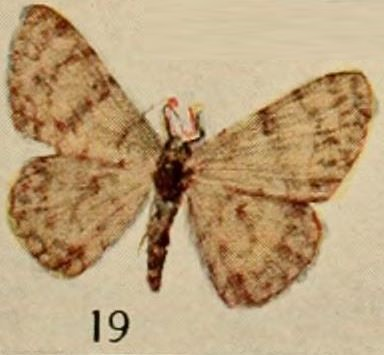